# Giuseppe Acerbi
Pour les articles homonymes, voir Acerbi.
Giuseppe Acerbi est un explorateur, naturaliste, archéologue, diplomate, compositeur et propriétaire terrien italien, né le 3 mai 1773 à Castel Goffredo près de Mantoue et mort le 25 août 1846 dans cette même ville.

## Biographie
Il est éduqué par ses parents, puis par un tuteur, et est diplômé en droit en 1794 à Padoue. Acerbi connait les plus importantes langues européennes. Il est politiquement proche des jacobins.
Il fait un grand voyage dans le nord de l’Europe en 1798 et visite la Suède, la Finlande, la Laponie et le cap Nord avec Bernardo Bellotti, fils d'un banquier de Brescia. En Suède ils rejoignent l'expédition d'un météorologue, un médecin, un entomologiste et un botaniste. Son récit de voyage paraît en anglais en deux volumes sous le titre de Travels through Sweden, Finland and Lappland to the North Cape, in the years 1798-1799 et qui est traduit en allemand et en français. Il y parle de ses observations des peuples autochtones, de leur culture et leurs mœurs. Il est le premier à décrire le sauna finlandais et à utiliser ce mot, et il recueille plusieurs poésies du nord de la Finlande, encore très connues dans ce pays : Jos mun tuttuni tulisi (« Si mon bien-aimé venait »), Ia ninna nanna Nuku, nuku nurmilintu (« Dors, dors, petit oiseau »), et le poème d'Antti Keksi sur l'inondation du fleuve Tornio en 1677, devenu un chant religieux. Il note aussi la mélodie de la chanson Älä sure Suomen kansa (« N'aie pas peur, peuple de Finlande »), ainsi que les mélodies du Kalevala. Il est davantage connu en Finlande qu'en son pays natal.
Devenu célèbre pour cette œuvre, il est invité aux salons mondains et connaît plusieurs personnages importants, dont Goethe, Madame de Staël, Malthus et Klopstock. Faisant partie d'une délégation de la République cisalpine, il rencontre Napoléon Bonaparte à Paris.
Dans son livre il critique fortement le gouvernement suédois, qui proteste contre cela ; le gouvernement français soutenant les suédois, Acerbi est arrêté à Paris et ses journaux confisqués. Cet incident a pour conséquence de finir sa carrière diplomatique ; il retourne à Castel Goffredo, où il se met à planter des vignes et à écrire son œuvre Delle viti italiane (« Des vignes italiennes »).
C'est peut-être la rancœur pour l'humiliation publique à Paris qui le fait changer d'idées politiques ; en 1814 il est présent au Congrès de Vienne et est nommé consul général de l’Autriche à Lisbonne par Metternich. Il ne verra jamais, toutefois, la capitale portugaise parce qu'il décide de rester à Milan pour diriger la revue La Biblioteca italiana qui paraît à partir de 1816, financé par le gouvernement autrichien.
En septembre 1825 il quitte la revue parce qu'il est nommé consul d'Autriche à Alexandrie en Égypte ; Robustiano Gironi et Francesco Carlini le remplacent. Il visite ce pays ainsi que la Nubie en 1828 et rassemble de nombreuses antiquités.
Ayant des problèmes avec ses yeux, il retourne en Italie en 1834, y étant conseiller du gouvernement d'Autriche à Venise. En 1836 il se retire définitivement à Castel Goffredo. Dans la dernière décennie de sa vie il administre ses biens, élève des vers à soie et écrit son récit de ses voyages en Égypte, qu'il ne finira pas avant sa mort en 1846.
Le Prix Giuseppe Acerbi, un prix littéraire international créé en 1993, est nommé en son honneur. Il est décerné par la commune de Castel Goffredo chaque année.

## Liste partielle des publications
- Travels through Sweden, Finland and Lapland, to the North Cape in the years 1798 and 1799, Londres, 1802
- Delle viti italiane o sia materiali per servire alla classificazione, Milan, 1825
- Viaggio al Capo Nord fatto l'anno 1799, compendiato e per la prima volta pubblicato in Italia da Giuseppe Belloni antico militare italiano, Milan, 1832
- Viaggio a Roma e a Napoli, 1834
- Il Giornale di Vienna di Giuseppe Acerbi: settembre-dicembre 1814, Milano, 1972

Il a composé plusieurs pièces de musique : trois quartets pour clarinette, trois terzetti italiens pour chant et piano, trois duos pour flûte et un quintet pour clarinette.

### Sources
- (it) Cet article est partiellement ou en totalité issu de l’article de Wikipédia en italien intitulé « Giuseppe Acerbi » (voir la liste des auteurs).